# گونل والکویست
گونل والکویست (به سوئدی: Gunnel Vallquist) (زادهٔ ۱۹ ژوئن ۱۹۱۸ – درگذشتهٔ ۱۱ ژانویهٔ ۲۰۱۶)، زبان‌شناس، مترجم، نویسنده، روزنامه‌نگار و منتقد ادبی اهل سوئد بود.
والکویست در سال ۱۹۸۲ به عضویت آکادمی سوئد برگزیده شد؛ و در سال ۱۹۸۱ نام استاد به او اعطا شد.
او عضو کلیسای کاتولیک بود و چندین مقاله دربارهٔ مذهب کاتولیک نوشت. والکویست، به عنوان یک کاتولیک، در درجه اول در موضوعات مذهبی مقاله نوشته‌است. ترجمه سوئدی مارسل پروست بزرگترین اثر او، در جستجوی زمان ازدست رفته، چاپ شده در سال‌های ۱۹۶۵–۱۹۸۲ است.
والکویست مترجمی حرفه‌ای از فرانسوی به سوئدی بود. از معروف‌ترین ترجمه‌های او می‌توان به ترجمهٔ رمانِ هفت‌جلدیِ در جستجوی زمان ازدست‌رفته (۱۹۶۵–۱۹۸۲) اثر مارسل پروست اشاره کرد.

## زندگی‌نامه
والکویست در سال ۱۹۱۸ در استکهلم به دنیا آمد. او دختر سرهنگ دوم یوهان گونل والکویست (۱۸۹۲–۱۹۳۸) و لیلی والکویست (سودربری) است. او در هجده سالگی با یک افسر حرفه‌ای به نام فولکه دیورلین، در سال ۱۹۳۶ ازدواج کرد و در سال ۱۹۳۹ از هم جدا شدند. وی پس از آن دیگر ازدواج نکرد.
والکویست در ادامه تحصیلاتش در دانشگاه اوپسالا به فراگیری زبان رومی، ادبیات و زبان اسکاندیناوی پرداخت، او در سال ۱۹۴۶ از رشته هنر فارغ‌التحصیل شد.
او سپس، به فرانسه نقل مکان کرد و در آن جا با نویسنده سوئدی سون ستولپه ارتباط برقرار کرد. والکویست به مذهب کاتولیک گروید و پس از آن سال‌ها به عنوان دانش‌آموخته مذهبی شروع به نگارش در مجلات کاتولیک رومی کرد. او در بازگشت از فرانسه در ۱۹۵۲ کار خود را به عنوان نویسنده فرهنگی و مقاله‌نویس ازجمله در روزنامه‌های BLM، داگنز نی‌هتر و سونسکا داگبلادت ادامه داد.
شاهکار والکویست، ترجمه در جستجوی زمان از دست رفته، اثر مارسل پروست است که آن را در سال ۱۹۵۰ شروع کرد. او به عنوان یک نویسنده فرهنگی برخی از مقالات ادبی فرانسه را در سوئد معرفی کرد.
والکویست در دهه ۱۹۵۰ برای چند سال در رم زندگی کرد. در آن جا او شروع به نگارش بیوگرافی جورجیو لاپیرا (Giorgio La Pira)، یک شخصیت برجسته فلورانس از کشور ایتالیا در دوره چالش‌های اروپا برای تجدیدنظرطلبی دربارهٔ جهان‌شمولی سنتی کلیسای رم (کاتولیک) نمود.
اولین کتاب والکویست، چیزی برای زندگی کردن (۱۹۵۶)، مجموعه‌ای مقالات بود. سایر کتاب‌های منتشر شده اش به صورت نثر بود اما با گذشت زمان رویکردهای داستانی پیدا کرد. در دفتر خاطراتش از رم (چهار گروه ۱۹۶۶–۱۹۶۴) را نوشت، سپس گزارشی را از مسائل مربوط به سیاست مرکزی کلیسا از شورای دوم ملاقات واتیکان با کلیسای کاتولیک به رشته تحریر درآورد.

## آکادمی سوئد
والکویست در ۶ آوریل ۱۹۸۲ به عضویت آکادمی سوئد برگزیده شد و در تاریخ ۲۰ دسامبر همان سال آغاز به کار کرد. او جانشین نویسنده آندش اوسترلینگ شد و کرسی شماره ۱۷ آکادمی را به دست آورد. آکادمی سوئد در ماه مهٔ ۲۰۱۶ اعلام کرد که سارا استریدسبری جانشین والکویست شده‌است. در این جابه‌جایی، او اولین زن در آکادمی سوئد است که جانشین یک زن دیگر می‌شود.

## درگذشت
والکویست در ۲۰۱۶ در ۹۷ سالگی در منطقه برومما در استکهلم درگذشت.